# 川内唯彦
川内 唯彦（かわうち ただひこ、1899年9月1日 - 1988年4月13日）は、日本の社会運動家。
福岡県出身。東京外国語学校（現東京外国語大学）卒。1922年日本共産党に参加、モスクワのコミンテルン第4回大会に出席した。プロレタリア科学研究所、唯物論研究会などに在籍し、マルクス主義文献の翻訳などを行った。

## 著書
- 『日本労働運動小史』南宋書院 1927 無産者大学パンフレツト

### 翻訳
- エヌ・レーニン『人民の友とは何ぞや 彼等は如何に社會民主々義者に對して鬪ふか』白揚社 1927 レーニン叢書
- プレハーノフ『ヘーゲル批判』叢文閣 1927
- プレハーノフ『観念論的弁証法批判』南宋書院 1928
- ゲ・ジノビエフ『ロシア社會民主勞働黨史』同人社書店 1928
- プレハノフ『史的一元論』南宋書院 1929 のち岩波文庫
- レーニン著 メシチェリヤコフ編『帝国主義論体系』希望閣 1929 体系別レーニン選集
- レーニン『ヘーゲル「論理の科学」大綱』叢文閣 1929
- レーニン『ロシアに於けるマルクス主義の建設』白揚社 1929
- プレハノフ『戦闘的唯物論』叢文閣 1930
- プレハノフ『評釈フオイエルバツハ論』叢文閣 1930
- デボーリン『弁証法 ヘーゲル「論理学」批判』鉄塔書院 1930
- プレハノフ『マルクス主義宗教論』鉄塔書院 1930
- レーニン『社会民主々義の任務抗議』白揚社 1936
- レーニン『共産主義における「左翼」小児病』彰考書院新社 1946
- レーニン『資本主義最高の段階としての帝国主義』彰考書院 1946 のち
- レーニン『共産主義における「左翼」小児病 他十一篇』朝野勉共訳 国民文庫 1953
- レーニン『社会主義と戦争 他十七篇』川上洸共訳 国民文庫 1953
- レーニン『民族自決権について 他十篇』国民文庫 1953
- 『第二次世界大戦史 ソ独戦と対日戦』国民文庫 1954
- レーニン『帝国主義と民族・植民地問題』国民文庫 1954
- ソ同盟科学院経済研究所編『アメリカ経済の軍事化と恐慌』大月書店 1955
- イワノフ『社会主義の国の自由 ソ同盟市民の基本的権利と義務』青木新書 1955
- ソ同盟外務省編『第二次世界大戦中の米英ソ秘密外交書簡』松本滋共訳 大月書店 1957-1958
- ソビエト科学アカデミー哲学研究所編『世界哲学史』全11 出隆、寺沢恒信共監訳 商工出版社・東京図書 1958-1962
- 『世界思想教養全集 第13 (ロシア革命の思想)』レーニン「哲学ノート」河出書房新社 1963
- ソ連共産党中央委員会附属マルクス・レーニン主義研究所編『第二次世界大戦史』全10巻 弘文堂 1963-1966
- 『世界の大思想 第22巻 (レーニン)』「唯物論と経験批判論」河出書房新社 1965
- C.E.ソシンスキー他『「日ソ」戦争と外交 1 関東軍潰滅と中立条約』監訳 世紀社 1980

## 参考
- デジタル版日本人名大辞典